# Вознесенское (Николаевская область)
Вознесе́нское (укр. Вознесенське) — посёлок в Вознесенском районе Николаевской области Украины.
Основано в 1914 году. Население по переписи 2001 года составляло 1110 человек. Почтовый индекс — 56543. Телефонный код — 5134. Занимает площадь 1,834 км².

## Местный совет
56543, Николаевская обл., Вознесенский р-н, с. Вознесенское, ул. Центральная, 11; тел. 99-6-82.